# 임유인
임유인(林惟栶, 1252년 ~ 1270년)은 고려 후기의 무신으로 임연의 아들이자 임유무의 동생이다.

## 생애
임연의 셋째 아들로 태어났으며 임유간과 임유무는 그의 형이었다.
1270년에 형인 임유무가 송송례, 홍문계에게 살해당하자 그는 자살을 시도하다가 몽골 사신에게 잡혀서 사형당했다.

## 가계
- 아버지 : 임연(林衍 1215 ~ 1270)
- 어머니 : ?
  - 형 : 임유간(林惟幹)
  - 형 : 임유무(林惟茂 1248 ~ 1270)
  - 동생 : 임유거(林惟柜)
  - 동생 : 임유제(林惟提)